# Gymnotus curupira
Gymnotus curupira är en fiskart som beskrevs av Crampton, Thorsen och Albert 2005. Gymnotus curupira ingår i släktet Gymnotus och familjen Gymnotidae. Inga underarter finns listade i Catalogue of Life.